# Székely Tamás (orvos)
Székely Tamás (Budapest, 1955. szeptember 11. –) orvos, politikus, a második Gyurcsány-kormány és a Bajnai-kormány egészségügyi minisztere.

## Tanulmányai
Egyetemi tanulmányait 1973-ban, a Semmelweis Orvostudományi Egyetem Általános Orvosi Karán kezdte, ahol 1979-ben diplomázott. 1979 és 1983 között az Orvostovábbképző Intézetben sebész szakorvosi, majd 1986 és 1990 között érsebész szakorvosi képesítést szerzett. 1993 és 1998 között egészségügyi menedzseri tanulmányokat folytatott.

## Orvosi pályafutása
1979-ben a Tatabányai Megyei Kórház sebészeti osztályán helyezkedett el, majd 1982 és 1985 között a budapesti Károlyi Kórház sebészeti osztályán dolgozott, mindkét helyen segédorvosként.
1985-től a fővárosi Balassa János Kórház hasonló osztályán sebész szakorvosként dolgozott. 1993-ban a kórház orvosigazgatójává, majd 1995-ben főigazgatójává nevezték ki. Kisebb kitérő után 1999 és 2005 között saját egészségüggyel foglalkozó gazdasági társaságát vezette és emellett a Terézvárosi Egészségügyi Szolgálat sebészeti osztályán vezette a szakrendelést főorvosi rangban. 2021-ben a Budapesti Kelen Kórházban orvos.

## Közéleti pályafutása
1996-ban került az Országos Egészségbiztosítási Pénztárhoz (OEP), ekkor főosztályvezetői állást töltött be, mely tisztségét 1999-ig viselte. Eközben az akkori Népjóléti Minisztérium az egészségügyi rendszer átalakításával foglalkozó bizottságát vezette 1997 és 1998 között.
2002-ben kinevezték az Országos Gyógyszerintézeti Központ miniszteri biztosává, majd az Országos Pszichiátriai és Neurológiai Intézet (OPNI) miniszteri biztosává. Egy évvel később ugyanilyen pozícióban felügyelte az Országos Mentőszolgálatot (OMSZ).
2005-ben tér vissza az OEP-hez, immáron főigazgató-helyettesként, de két évvel később lemondott pozíciójáról. Ekkor az alap- és járóbeteg szakellátás fejlesztésének miniszteri megbízottjává jelölték. 2007. október 29-étől újra az OEP-ben dolgozik, a pénztár főigazgatójává nevezték ki.
Gyurcsány Ferenc miniszterelnök kisebbségi kormányának kialakításakor őt jelölte az SZDSZ-es Horváth Ágnes helyére új egészségügyi miniszternek. Esküjét 2008. május 5-én tette le. Első miniszteri döntései között kezdeményezte a sokat vitatott ún. „pénztártörvény” hatályon kívül helyezését, visszavonását. A Bajnai-kormányban megtartotta egészségügyi miniszteri posztját.

## Kitüntetése
- A Magyar Érdemrend tisztikeresztje (2007)